# توسکارورا (پنسیلوانیا)
توسکارورا، پنسیلوانیا (به انگلیسی: Tuscarora, Pennsylvania) یک منطقهٔ مسکونی در ایالات متحده آمریکا است که در پنسیلوانیا واقع شده‌است.

## خصوصیات
توسکارورا ۹٫۳ کیلومترمربع مساحت و ۹۳۹ نفر جمعیت دارد.